# Campionato francese di rugby a 15 1967-1968
Il Campionato francese di rugby a 15 1967-1968 fu disputato da 64 squadre (contro le 56 delle precedenti edizioni) divise in 8 gironi di 8 squadre. Le prime 4 di ogni poule si qualificarono per la fase ad eliminazione diretta.
Il FC Lourdes ha conquistato il titolo superando in finale il CA Bègles. Al termine dei tempi supplementari le squadre erano ancora sul 9-9. Il Lourdes venne dichiarato campione per aver segnato più mete.

## Contesto
Nel 1968 la Francia conquistò il suo primo grande slam nel Torneo delle cinque nazioni
Da segnalare che a causa del cosiddetto Maggio francese  la finale del campionato fu ritardata di tre settimane.
Il rugby francese perse Guy Boniface (Stade montois) e Jean-Michel Capendeguy (Saint-Jean-de-Luz), morti in incidenti d'auto.
Il Challenge Yves du Manoir fu conquistato dal RC Narbonne che superò l'US Dax en finale (14-6).

## Fase di qualificazione
(In grassetto le qualificate al turno successivo)
| - Aviron bayonnais - US bressane - SO Chambéry - Figeac - Foix - US Montauban - US Quillan - Sporting club tulliste\|SC Tulle | - SC Albi - CA Bègles - AS Montferrand - Section paloise - CA Périgueux - Saint-Girons SC - RC Vichy - CS Vienne | - Biarritz olympique - Condom - SC Graulhet - FC Grenoble - USA Limoges - Racing club de France - Stade bordelais UC - RC Toulon                  |
| - Avignon - US Cognac - US Dax - Stade rochelais - SC Mazamet - FC Saint-Claude - Stade toulousain - Valence                  | - AS Béziers - CA Brive - US Carmaux - Castelsarrasin - RC Chalon - Lyon OU - Saint-Junien - Stadoceste tarbais  | - Stade aurillacois - Stade beaumontois - Stade dijonnais - La Voulte - US Oyonnax - Paris université club - Stade montois - Toulose olympique EC |
| - SC Angoulême - FC Auch - CS Bourgoin-Jallieu - Castres olympique - Montluçon rugby - RC Narbonne - FC Olorn - USA Perpignan | - SU Agen - Cahors - US Carcassonne - CA Lannemezan - FC Lourdes - US Romans - SA Saint-Sever - Tyrosse RCS      | |

## Sedicesimi di finale
(In grassetto le qualificate al turno successivo)
| Squadra 1          | Squadra 2            | Risultato |
| ------------------ | -------------------- | --------- |
| FC Grenoble        | RC Vichy             | 11-6      |
| SC Graulhet        | Condom               | 11-0      |
| RC Toulon          | Stade rochelais      | 12-6      |
| Aviron bayonnais   | AS Montferrand       | 10-8      |
| RC Narbonne        | FC Olorn             | 6-3       |
| US Dax             | FC Auch              | 17-9      |
| US Montauban       | Stade dijonnais      | 9-6       |
| US Romans          | SC Tulle             | 14-9      |
| FC Lourdes         | Valence              | 19-5      |
| La Voulte          | US Quillan           | 15-6      |
| Stade montois      | CA Bègles            | 16-8      |
| Section paloise    | SU Agen              | 6-0       |
| Stadoceste tarbais | SC Angoulême         | 14-6      |
| AS Béziers         | CA Lannemezan        | 0-0       |
| CA Brive           | Toulose olympique EC | 11-3      |
| Stade toulousain   | US Carmaux           | 14-12     |

## Ottavi di finale
(In grassetto le qualificate al turno successivo)
| Squadra 1          | Squadra 2        | Risultato |
| ------------------ | ---------------- | --------- |
| FC Grenoble        | SC Graulhet      | 14-3      |
| RC Toulon          | Aviron bayonnais | 20-13     |
| RC Narbonne        | US Dax           | 9-0       |
| US Montauban       | US Romans        | 11-6      |
| FC Lourdes         | La Voulte        | 47-9      |
| Stade montois      | Section paloise  | 8-3       |
| Stadoceste tarbais | AS Béziers       | 6-0       |
| CA Brive           | Stade toulousain | 22-9      |

## Quarti di finale
(In grassetto le qualificate al turno successivo)
| Squadra 1          | Squadra 2     | Risultato |
| ------------------ | ------------- | --------- |
| FC Grenoble        | RC Toulon     | 3-18      |
| RC Narbonne        | US Montauban  | 30-0      |
| FC Lourdes         | Stade montois | 9-3       |
| Stadoceste tarbais | CA Brive      | 22-12     |

## Semifinale
| Squadra 1  | Squadra 2          | Risultato |
| ---------- | ------------------ | --------- |
| RC Toulon  | RC Narbonne        | 14-9      |
| FC Lourdes | Stadoceste tarbais | 15-6      |

## Finale
| Arbitro: | Charles Durant |

| |            | |
| mete: Latanne 2 Drop: Gachassin | Marcatori  | c.p.: Labouré 2 Drop: Labouré |
| Jean Bourdette, René Trucco, Pierre Doumecq, Guy Cazenave, Jean-Pierre Massebœuf, Serge Dunet, Michel Hauser, Michel Crauste, Jean-Henri Mir, Jean Gachassin, André Campaes, Michel Arnaudet, Raymond Halçaren, Jean-Pierre Latanne, Bertrand Fourcade | Formazioni | Noël Vadella, Georges Fabre, Arnaldo Gruarin, Jean-Pierre Mouysset, André Herrero, Jean-Pierre Monnet, Christian Carrère, Daniel Hache, Louis Irastorza, Paul Bos, Jean-Pierre Carreras, Roger Fabien, Blaise Salvarelli, Basile Moraitis, Bernard Labouré |

Gli avvenimenti del maggio 1968 fecero ritardare lo svolgimento di questa finale. Al termine dei tempi supplementari le due squadre erano in parità. A causa del ritardo sullo svolgimento del match e dell'imminente tour della nazionale in Nuova Zelanda era stato deciso di non prevedere la ripetizione del match e di assegnare il titolo alla squadra che avrebbe segnato più mete.